# شهرداری شهر نوا گوریکا
شهرداری شهر نوا گوریکا (به لاتین: City Municipality of Nova Gorica) یک منطقهٔ مسکونی در اسلوونی است که در اسلوونی واقع شده‌است. شهرداری شهر نوا گوریکا ۲۸۰ کیلومتر مربع مساحت و ۳۱٬۶۹۱ نفر جمعیت دارد.